# 慕容烈
慕容 烈（ぼよう れつ）は、中国の通俗歴史小説『三国志演義』に登場する架空の武将。

## 概要
文聘の部将。第七十一回に登場する。定軍山の戦いにおいて、黄忠が曹操軍の計にかかって包囲されてしまったため、趙雲が救出に向かったところ慕容烈が刀を舞わせて迎え撃つが、たちまち趙雲の槍に突き落とされる。これにより曹操軍は崩れたち、ために黄忠は包囲を脱することができた。